# Pietro Raxis il vecchio
Pietro Raxis detto il Vecchio (Cagliari, 1506 – Alcalá la Real, 1581) è stato un pittore e scultore italiano.

## Biografia
Pietro, fratello del pittore e scultore Antonio Giovanni Raxis, è documentato in Andalusia dal 1528, fino al 1581, capostipite di una numerosa famiglia di pittori, scultori e disegnatori. Di Pietro Raxis in Sardegna, fatta eccezione per un atto che documenta la sua presenza a Cagliari, quando eredita la bottega del fratello - situata accanto a quella di Michele Cavaro - tra il 1567 e il 1569, abbiamo un unico documento datato 8 febbraio 1524. Tale documento testimonia come la sua formazione avvenne molto probabilmente a Cagliari assieme al fratello forse presso il pittore Giacomo Murgia o presso la bottega di Pietro Cavaro.
Pietro Raxis il "Sardo" era figlio di Nicola e Caterina Lopi. Tra il 6 ed il 22 aprile 1528 si sposò con Caterina González ad Alcalá la Real (Jaén). Il suo arrivo in Andalusia sembrerebbe legato alla ricostruzione dell'Abazia di Alcalá la Real, per la quale ricevette numerosi incarichi e alla cui edificazione contribuirono Luís de Machuca (figlio del noto Pedro), Andrés de Vandelvira, Juan de Alcántara e Francisco del Castillo, promossa dall'abate Juan de Avila e dal corregidor Andrés de Torres, relazionati questi ultimi con la città dell'Alhambra e la Corte imperiale.
Non conosciamo approfonditamente le ragioni che spinsero Pietro Raxis Sardo a spostarsi in Andalusia, anche se sappiamo che vi giunse via Granada assieme a Francesco Hernández, un artista poco conosciuto, che diverrà suo cognato e che operò a Granada all'inizio del XVI secolo con Juan Ramírez pittore e miniaturista della cattedrale.
Si tratta di un artista poliedrico, che appare in alcuni documenti come "pintor", la maggior parte, mentre in altri come "dibuxador"; si ha perfino conoscenza del fatto che fu scultore. Oltre l'attività artistica, Pietro, fu anche agricoltore e allevatore, dotato perfino d'una mentalità quasi imprenditoriale, dato che alcune volte vendette vino di propria produzione, altre volte lo comprò.
Anche se il primo incarico affidatogli, una Madonna per la torre di Giustizia, è del 1548, la sua bottega doveva essere già molto ben avviata fin dall'epoca del suo matrimonio, se rispettivamente dal 1532 e dal 1547 risultano assunti in bottega due apprendisti.
Il 3 marzo 1550 Pietro è impegnato, assieme all'artista di Jaén Antonio Sánchez Ceria, al completamento del retablo per la cappella di proprietà del sacerdote alcaino Pedro López de Córdoba della chiesa madre dell'abbazia. Il sodalizio con lo scultore Sánchez Ceria continuò nel tempo, visto che alcuni dei figli di Pietro, tra cui Paolo (noto come Pablo de Rojas), si formarono con lui durante la ricostruzione della chiesa abbaziale e visto che nello stesso 1550 i due si recarono a Jaén per periziare un retablo che Pedro Machuca stava realizzando per una cappella della cattedrale. Sempre per la chiesa abbaziale il 28 gennaio 1551, Maria de Aranda, signora alcaina, davanti al notaio Alonso de Jamilena, gli affida la realizzazione del retablo.
Nello stesso periodo Pietro Raxis, assieme a Juan e Rodrigo de Figueroa e Martín Pérez, lavora per la confraternita della Veracruz alla realizzazione dei vari arredi liturgici della loro chiesa e del retablo della Casas Cabildo. Nel 1558 ricevette l'importante incarico di realizzare i leoni per la fontana della Mora Nueva e il tabernacolo per il catafalco eretto per il funerale di Carlo V. L'anno successivo si impegna con la confraternita di Sant'Anna di Alcalà la Real a realizzare, per la loro chiesa, una statua della Vergine col Bambino e il tabernacolo; ancora nel 1560 gli vengono promessi ben 130 ducati di compenso per l'esecuzione di un importante retablo per la cappella di San Giacomo del carcere della stessa città. Prima del rientro in Sardegna, nel 1566, Pietro assieme ai figli realizza una statua di San Giovanni per la chiesa della Consolación e il retablo dei francescani di Loja.
Dopo il rientro di Pietro da Cagliari, nel 1569, non abbiamo altre notizie di commesse; tuttavia nell'inventario dei beni, ammontanti a ben 445 ducati, redatto alla sua morte nel 1581, risultano due statue di San Sebastiano da completare, due telai per dipingere, quattro paramenti dipinti e altri oggetti che lasciano desumere un'attività mai interrotta, nonostante l'età.
Delle opere appena menzionate, purtroppo, non resta nulla, anche se gliene sono state attribuite diverse altre superstiti, come due tavolette rappresentanti la Natività e l'Annunciazione della collezione Manuel González di Madrid, già attribuite ad Alejo Fernández; ed è stata avanzata l'ipotesi che siano suoi l'impianto e la fattura del grandioso retablo della parrocchiale di Priego di Cordoba che nel 1567 già stava per essere trasferito nella chiesa che tuttora lo ospita, concluso attorno al 1583 dall'omonimo nipote insieme al pittore Ginés López. Sempre a Pietro, con la collaborazione di qualcuno dei figli, probabilmente Melchiorre, sono stati attribuiti recentemente i medaglioni della Casas de Cabildo, realizzati nel 1546 e la statua di Sant'Anna, custodita attualmente nel convento delle suore domenicane, già attribuita a Juan Martínez Montañés, ma che va ricondotta alla prolifica bottega dei Raxis.
Pietro Raxis sposò nel 1528 Catalina González, figlia di Juan de Carrión e Leonor de Córdoba, dalla quale ebbe undici figli, a cui va aggiunto un ultimo che adottò dopo il 1556: Gaspare, Melchiorre, Baldassarre, Pietro, Anna, Caterina, Nicola, Eleonora, Michele, Paolo, Giovanni e un altro Giovanni. Tra questi rivestono un ruolo non irrilevante per la storia dell'arte Melchiorre, Pietro, Nicola, Michele, Paolo e forse l'ultimo, Giovanni.